# Gustav Lichdi AG
Das Unternehmen Gustav Lichdi AG war ein Lebensmittel-Großfilialenbetrieb mit Stammsitz in Heilbronn, der am 5. Februar 1904 gegründet wurde und bis zum 31. Januar 1980 bestand.

## Geschichte

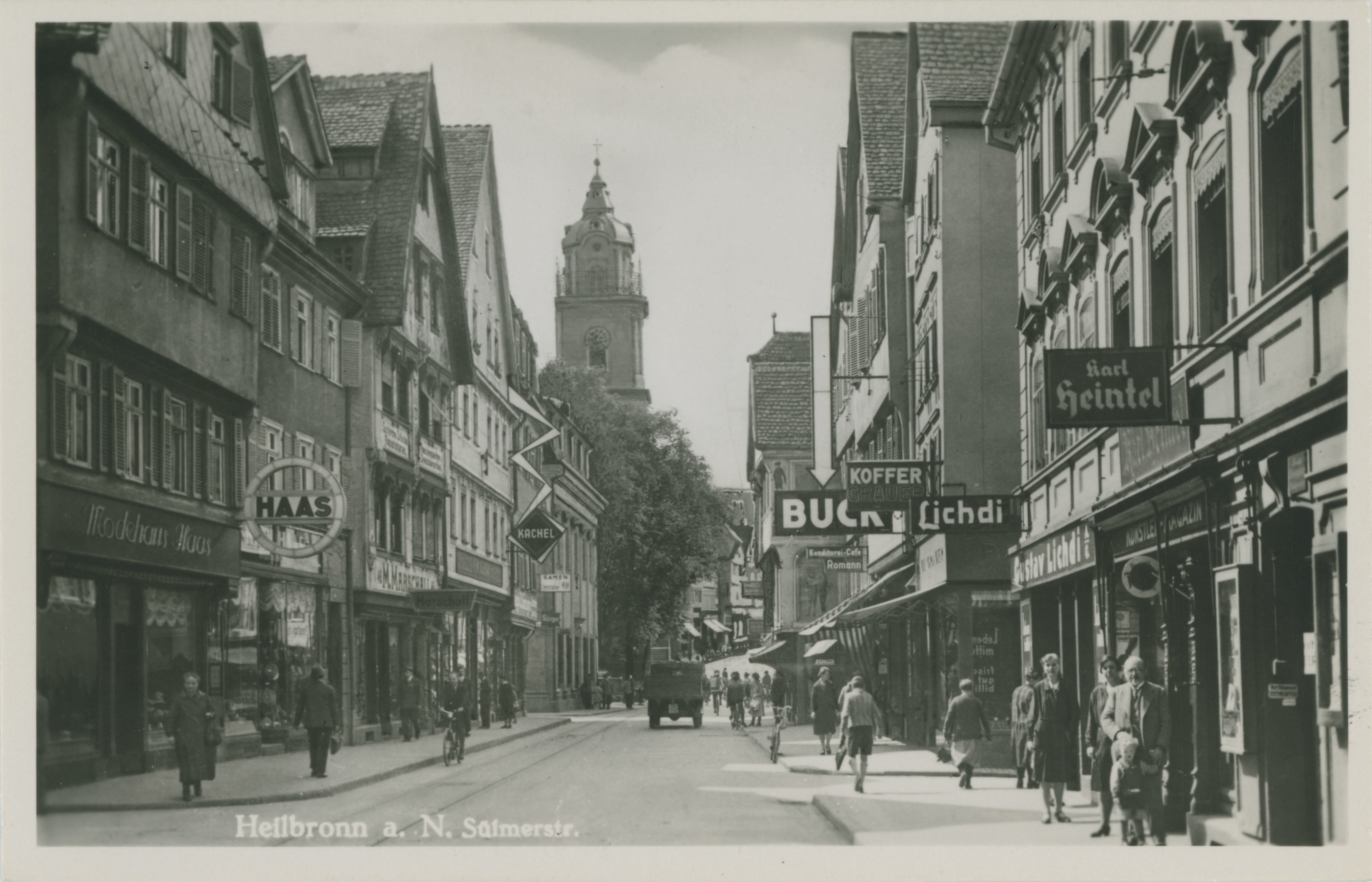
Lichdi-Filiale (rechts) in der Heilbronner Sülmerstraße, 1931

### Gründung und Anfänge
Gustav Lichdi gründete am 5. Februar 1904 in der Lohtorstraße / Ecke Rathausgasse in Heilbronn die Gustav Lichdi GmbH, die zunächst 1918 in eine Kommanditgesellschaft  und 1923 im Rahmen einer Familiengründung in eine Familien-AG mit 25 Millionen Mark AG umgewandelt wurde. Gustav Lichdi wurde dabei der Vorstand der AG. Vor dem Ersten Weltkrieg hatte sie 22 Filialen, darunter eine im Jahr 1910 in Backnang eröffnete Filiale.
1927 fand auf Veranlassung der Edeka eine Protestversammlung von Handel und Gewerbe gegen die Filialen der Firma Gustav Lichdi statt. Im Jahr 1929 betrieb das Unternehmen 50 Filialen und beschäftigte 170 Angestellte bei 4 Millionen Reichsmark Jahresumsatz und erzielte 73 335 Reichsmark Reingewinn, im Vorjahr waren es noch 26 500 Reichsmark. 1931 wurde die Klage des Einheitspreisgeschäfts Wohlwert gegen die Firma Gustav Lichdi AG abgewiesen; Wohlwert hatte darin eine Unterlassung der Warenbezeichnung „Lichdi's Vollwert-Einheitspreise“ gefordert.

### Nachkriegszeit und weitere Entwicklung
Nach dem Ende des Zweiten Weltkriegs ging die Expansion des Unternehmens weiter, so wurde 1950 das Grundkapital der Gustav Lichdi AG auf 1 Million DM festgesetzt. Im gleichen Jahr wurde die Filiale in Backnang zum ersten SB-Geschäft der Stadt. Bereits ein Jahr später betrieb die AG über 70 Filialen mit rund 450 Beschäftigten (ein Jahr später nur noch 400 Beschäftigte) in Württemberg, Baden und Bayern und zählte neben Kaiser’s und Tengelmann zu den Großfilialbetrieben. Im Jahr 1954 feierte das Unternehmen sein 50-jähriges Bestehen, zeitgleich führte die AG 72 Filialen in 44 Orten. Bis zum Jahr 1960 konnte die AG ihren Umsatz auf 55,4 Millionen DM steigern; 1961 überschritt der Umsatz die 60-Millionen-Grenze. 1962/1963 betrug der Umsatz 67,4 Millionen DM, im Bilanzjahr 1963/1964 überstieg der Lichdi-Umsatz die 70-Millionen-Grenze. Dabei konnte in 64 Filiale mit 800 Beschäftigen ein Umsatz von 72,4 Millionen DM Umsatz erzielt werden. 1967 hatte die AG Umsatzerlöse von 81,28 Millionen DM. 1969 übernahm man mit 29 Supermärkten sowie 10 Drogerien den Konkurrenten Joh. Schreiber & Co.
1970 betrieb das Geschäft 90 Selbstbedienungsläden und Supermärkte, wovon die größten 1300 m² Verkaufsfläche hatten. Das Stammhaus stand 1970 unter der Leitung von Kurt und Diether Götz Lichdi. Die Lichdi-Center waren in Heilbronn, Nürnberg, Ludwigshafen, Grünstadt, Speyer, Landau und anderen Städten zu finden.

### Verkauf und Auflösung
In den folgenden Jahren rutschte die AG auch durch die zunehmende Konzentration im Lebensmitteleinzelhandel in die roten Zahlen. In den letzten Jahren der AG gelang es nur 1968 einen Nettogewinn zu erzielen, der mit 6.000 DM überschaubar blieb.
1974 erwarb die Co op-Schwaben-Gruppe 75 Prozent der Gustav Lichdi AG. Während man 1974 mit 91,4 Millionen Umsatz und etwa 600 Beschäftigten erzielte, überschritt man im folgenden Jahr mit 107,5 Millionen DM erstmals einen Umsatz über der 100-Millionen-Grenze. Der Verlust belief sich 1974 hingegen bereits auf 3,364 Millionen DM. Am 31. Dezember 1978 erwarb die Co op-Gruppe 100 Prozent an der Gustav Lichdi AG, und ab dem 31. Januar 1980 war die Gustav Lichdi AG nicht mehr am Markt aktiv. Nach der Zerschlagung der Co op AG, Ende der 1980er-Jahre, wechselten die Standorte erneut den Eigentümer und werden heute z. T. von anderen Supermarktketten genutzt. Das 1980 eröffnete Lichdi-Center in Nürnberg wird dabei heute als Marktkauf betrieben.